# نوکرس
نوکرس، روستایی است از توابع بخش مرزن‌آباد شهرستان چالوس در استان مازندران ایران.

## جمعیت
این روستا در دهستان کوهستان (چالوس) قرار دارد و براساس سرشماری مرکز آمار ایران در سال ۱۳۹۵، جمعیت آن ۱۱۶ نفر (۳۹خانوار) بوده‌است. مردم نوکرس از قومیت طبری هستند. مردم نوکرس به زبان طبری با گویش چالوسی سخن می‌گویند.

## جستار های وابسته
- شهرستان چالوس